# Науман, Конрад

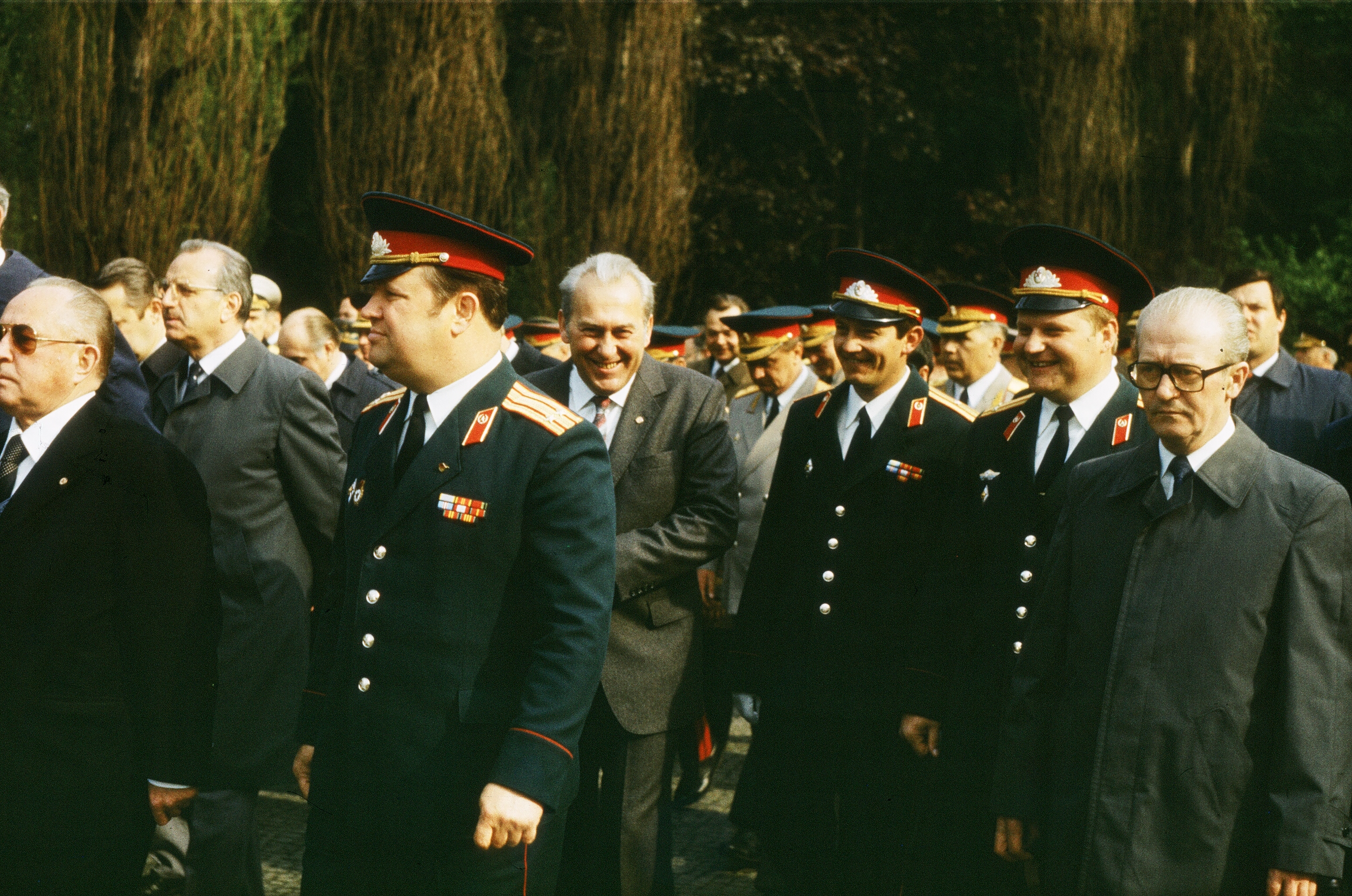
Трептов-Парк. К. Науман, М. Сорокин, А. Дорофеев на возлолжении

Ко́нрад На́уман (нем. Konrad Naumann; 25 ноября 1928, Лейпциг — 25 июля 1992, Гуаякиль, Эквадор) — немецкий политик, первый секретарь берлинского окружного комитета СЕПГ, член Политбюро ЦК СЕПГ.

## Биография
В 1945 году Конрад Науман окончил среднюю школу в Лейпциге. В 1939 году состоял в юнгфольке, служил вместе со всем классом помощником ПВО в Бад-Лаузикке и дезертировал незадолго до вступления в город американцев.
В ноябре 1945 года Науман вступил в КПГ, зимой 1946 года обучался в земельной партийной школе КПГ, затем являлся освобождённым работником в райкоме ССНМ в Лейпциге и в земельном комитете ССНМ в Дрездене. После слияния СДПГ и КПГ стал членом СЕПГ. За допущенные политические ошибки был смещён с должности и работал помощником слесаря на буроугольном карьере в Хиршфельде под Циттау. В 1948—1949 годах работал инструктором Центрального совета ССНМ, в 1949—1951 годах занимал должность секретаря по труду и общественной работе в земельном комитете ССНМ в Мекленбурге.
В 1951—1952 годах Конрад Науман учился в Высшей комсомольской школе в Москве. В 1952—1957 годах занимал должность первого секретаря окружного комитета ССНМ во Франкфурте-на-Одере, являлся кандидатом в члены бюро окружного комитета СЕПГ и депутатом окружного собрания. В 1952—1957 годах являлся членом и некоторое время секретарём Центрального совета ССНМ. В 1959 году возглавлял делегацию ГДР на VII Всемирном фестивале молодёжи и студентов в Вене.
В 1963—1966 годах Науман являлся кандидатом в члены, а в 1966—1986 годах — членом ЦК СЕПГ, в 1964—1971 годах занимал должность второго секретаря, а в 1971—1985 годах — первого секретаря берлинского окружного комитета СЕПГ, сменив на этом посту Пауля Фернера. В 1967—1986 годах Науман являлся депутатом городского собрания Берлина и Народной палаты ГДР.
В 1973 году Конрад Науман был принят в кандидаты в члены, а в 1976 году — в члены Политбюро ЦК СЕПГ. В 1984—1985 годах являлся секретарём ЦК СЕПГ и входил в состав Государственного совета ГДР. Как и большинство членов Политбюро ЦК СЕПГ проживал в посёлке Вандлиц. На 11-м пленуме ЦК СЕПГ 22 ноября 1985 года Конрад Науман был освобождён от своих обязанностей, как считается, за речь, произнесённую им 17 октября в Академии общественных наук. По другим данным, причиной отставки Наумана стала его алкогольная зависимость. По официальному сообщению в газете Neues Deutschland Науман сам попросил отставку «по состоянию здоровья». В 1986—1989 годах Науман являлся научным сотрудником Архивного управления в Потсдаме. С апреля 1991 года проживал в Эквадоре, где и умер.
В 1977—1987 годах Конрад Науман был женат на актрисе Вере Эльшлегель.